# Renk Group
Die Renk Group AG (Eigenschreibweise: RENK) mit Sitz in Augsburg ist ein börsennotierter Hersteller von Getrieben, Motoren, Hybridantriebssystemen, Federungssystemen für Fahrzeuge, Gleitlagern, Kupplungen und Prüfsystemen. Das Unternehmen baut Spezialgetriebe für Panzer, Fregatten, Eisbrecher und die Industrie und ist Lieferant von Fahrwerken und Dämpfungssystemen für militärische Ketten- und Radfahrzeuge. Renk produziert in Augsburg, Rheine und Hannover, im Schweizer Winterthur, im britischen Bath und in Sterling Heights im US-Bundesstaat Michigan sowie in Indien. Etwa 70 Prozent des Umsatzes setzte Renk 2022 mit Panzer- und Schiffsgetrieben um.

## Geschichte

### 19. Jahrhundert
Das Unternehmen geht auf Johann Julius Renk (* 4. Januar 1848; † 3. November 1896) zurück. Er hatte bei der Maschinenfabrik Augsburg, der späteren MAN, eine Schlosser- und Dreherlehre abgeschlossen und arbeitete bei der Maschinenfabrik L. A. Riedinger als Drehergeselle. Während dieser Zeit dachte Renk über eine Maschine nach, mit der man Verzahnungen komplett mechanisch herstellen konnte. Üblich war zu dieser Zeit ein Fertigungsprozess, der aus zwei einzelnen Arbeitsschritten aufgebaut war, dem maschinellen Schlitzen der Radkörper und dem manuellen Fertigfeilen nach Schablonen. Im Mai 1873 machte sich Renk im Augsburger Lechviertel (Am Brunnenlech 19) mit einer kleinen Werkstatt zur maschinellen Herstellung von Zahnrädern selbstständig.
Zunächst entwickelte er eine halbautomatische Stirnrad-Hobelmaschine, die nach Schablonen arbeitete. Knapp vier Jahre nach Gründung seiner Werkstatt konstruierte und baute er zudem eine Werkzeugmaschine, mit der man konische Räder, heute als Kegelräder bezeichnet, komplett maschinell herstellen konnte. Für diese Erfindung, die damals in der Fachwelt großes Aufsehen erregte, erhielt Renk 1879 das Patent DRP 8000/79 (Herstellung der ersten Evolventenverzahnung mit einem Eingriffswinkel von 14,5 Grad). Im selben Jahr 1879 zog das Unternehmen in den Augsburger Stadtteil Göggingen auf das Gelände einer stillgelegten Ziegelei und baute dort den nach wie vor bestehenden Stammsitz von Renk auf. 1888, im Dreikaiserjahr, besaß Renk neben anderen Werkzeugmaschinen 15 selbstgebaute Räderhobelmaschinen. Die Belegschaft umfasste 37 Mitarbeiter. Zwei Jahre später gründete der Unternehmer eine Fabrikkrankenkasse für seine Belegschaft.
Als Renk im November 1896 starb, hinterließ er ein Unternehmen mit über 100 Mitarbeitern, die jährlich etwa 12.000 Zahnräder aller Art herstellten und rund 500.000 Mark Umsatz machten. Das Unternehmen wurde am 11. März 1897 in eine Aktiengesellschaft (Zahnräderfabrik Augsburg vorm. Joh. Renk (Act.-Ges.)) umgewandelt.

### 20. Jahrhundert
In den Jahren nach der Jahrhundertwende baute das Unternehmen die Produktion aus, sodass 1913 700 Mitarbeiter beschäftigt wurden. Das Unternehmen firmierte sich im selben Jahr in Zahnräderfabrik Augsburg AG um. Um die Folgen des Ersten Weltkrieges abzuschwächen und den Fortbestand des Unternehmens zu sichern, erfolgte 1923 die Eingliederung in den Maschinenbau-Konzern Gutehoffnungshütte (GHH) aus Oberhausen. Renk erhielt in den folgenden Jahren auf diese Weise sowohl wirtschaftlichen Rückhalt durch Kunden innerhalb des Konzerns als auch durch günstige Bezugsquellen für Brennstoffe, Roheisen und Stahl. Ab 1926 wurden in Augsburg Zahnräder mit geschliffenen Flanken hergestellt. Ab 1930 konzentrierte sich Renk auf die Fertigung von Großgetrieben für Walzwerksanlagen und Schiffe.
In den Jahren vor und während des Zweiten Weltkrieges war das Unternehmen ein bedeutender Lieferant für die deutsche Wehrmacht. Dabei wurden während des Zweiten Weltkriegs Zwangsarbeiterinnen und Zwangsarbeiter eingesetzt. Im August 1942 waren 180 Männer und 30 Frauen allein aus den Gebieten der Sowjetunion als Zwangsarbeiter bei Renk. 1944 waren im Sammellager V in Augsburg etwa 2000 Zwangsarbeiterinnen und Zwangsarbeiter für die Firmen Messerschmitt, Renk und Alpine untergebracht.
Zu den wichtigsten Kunden nach dem Zweiten Weltkrieg gehörten stahlverarbeitende Betriebe. Größter Kunde wurde die Konzernschwester Schloemann, an die viele große Walzwerkgetriebe geliefert wurden. Ende der 1950er Jahre betrug der Umsatz etwa 50 Mio. DM. Zu dieser Zeit waren bei Renk rund 1400 Arbeiter beschäftigt. In den darauffolgenden Jahrzehnten erweiterte das Unternehmen sein Produktprogramm durch die Übernahme von Konkurrenzbetrieben. Im Einzelnen bestanden die Zukäufe in der Übernahme des Eisenwerks Wülfel in Hannover 1975, das zusammen mit Renk im Jahr 1968 Gründungsmitglied der Forschungsvereinigung Antriebstechnik e. V. gewesen war, in der Beteiligung und späteren Übernahme der Tacke GmbH in Rheine 1986, in der Mehrheitsbeteiligung an der Société Européenne d'Engrenages (SEE) in Frankreich sowie in dem Erwerb der Société d'Equipements, Systèmes et Mécanismes (SESM) in Frankreich 1989. Somit wurden die Produktbereiche Gleitlager und elastische Kupplungen von Wülfel, Balligzahnkupplungen und bestimmte Schiffsgetriebe von Tacke, kleine Schiffswendegetriebe und Bremsscheiben von SEE sowie Panzergetriebe von SESM erschlossen.
1995 wurde schließlich die Verschmelzung der Renk Tacke GmbH mit der Renk AG vollzogen. 1998 war Renk an drei deutschen Standorten – Augsburg, Hannover und Rheine – sowie vier im Ausland – zweimal in Frankreich, einmal jeweils in den USA und in Rumänien – vertreten. Zu diesem Zeitpunkt waren 1700 Mitarbeiter beim Konzern beschäftigt, die einen Umsatz von rund der 500 Mio. DM erzielten.

### 21. Jahrhundert
2000 wurde die Renk Corporation Labeco Division gegründet, als die Renk Corporation, eine Abteilung der deutschen Renk AG, den Bereich Prüfsystemtechnik – Designs, Fachwissen und Markenzeichen – der US-amerikanischen Laboratory Equipment Corporation (Labeco) kaufte. Zur gleichen Zeit kam die Produktsparte „Gleitlager“ der A. Friedr. Flender AG zum Unternehmen. Zum 1. April 2004 wurde die Geschäftseinheit Prüfsysteme rechtlich verselbstständigt und in die Renk Test System GmbH ausgegliedert.
2007 geriet das Unternehmen aufgrund einer Schmiergeldaffäre in die Schlagzeilen: Ein Berufungsgericht in Paris sprach Bewährungsstrafen gegen Renk-Vorstandssprecher Hirt und seinen früheren Stellvertreter Schulze aus (Details Abschnitt „Kritik“). Im selben Jahr erfolgte auch die Gründung der Renk-Maag GmbH. Die Renk-Maag GmbH ging im Mai aus der Winterthurer Maag-Gear hervor, welche Turbo-Getriebe und Ersatzteile (auch für maritime Anwendungen) sowie Synchron-, Schalt- und Zahnkupplungen herstellte.
Ab 2011 war die Renk AG aufgrund der mehrheitlichen Übernahme der MAN SE durch die Volkswagen AG ein Mitglied der Volkswagengruppe. Volkswagen hielt 76 Prozent der Aktien der Gesellschaft.
2012 erfolgte die Gründung der Renk Shanghai Service and Commercial Ltd. Co. und damit die Eröffnung eines Renk-Servicestützpunktes in Shanghai. 2017 übernahm die Renk AG die niederländische Damen Schelde Gears B.V., einen Hersteller von Schiffsgetrieben. Ebenfalls in diesem Jahr wurden die Tochtergesellschaften Renk Gears Private Ltd. in Indien sowie die Renk Korea Co. Ltd. in Korea gegründet. Es folgte eine weitere internationale Expansion durch die Übernahmen von Horstman Holdings Limited in Großbritannien (2019), dem Geschäftsbereich Combat Propulsion Systems des Rüstungsunternehmens L3Harris Technologies in den USA (2019) und General Kinetics in Kanada (2023); Spezialisten für Federungen und Fahrwerke und Anbieter von Mobilitätssystemen für gepanzerte Rad- und Kettenfahrzeuge.

Zum Jahresende 2018 wurde die Renk AG aus der MAN SE in die Volkswagen Vermögensverwaltungs-GmbH ausgegliedert. Der Mehrheitseigentümer Volkswagen schloss Ende Januar 2020 eine Verkaufsvereinbarung für seinen Anteil mit dem Unternehmen Triton. Im Dezember 2020 beschloss die Hauptversammlung der Renk AG im Rahmen einer Verschmelzung auf die Rebecca BidCo AG, einem Portfoliounternehmen des Triton Fund V, die Übertragung der Aktien ihrer Minderheitsaktionäre gegen Gewährung einer Barabfindung und im Anschluss die Umwandlung der AG in die RENK GmbH. Im anschließenden Spruchverfahren vor dem Landgericht München wandten sich insgesamt 75 Antragsteller gegen die Höhe der festgelegten Barabfindung. Das Verfahren wurde durch einen Vergleich beendet. Seit Februar 2021 war Renk nicht mehr an der Börse notiert.

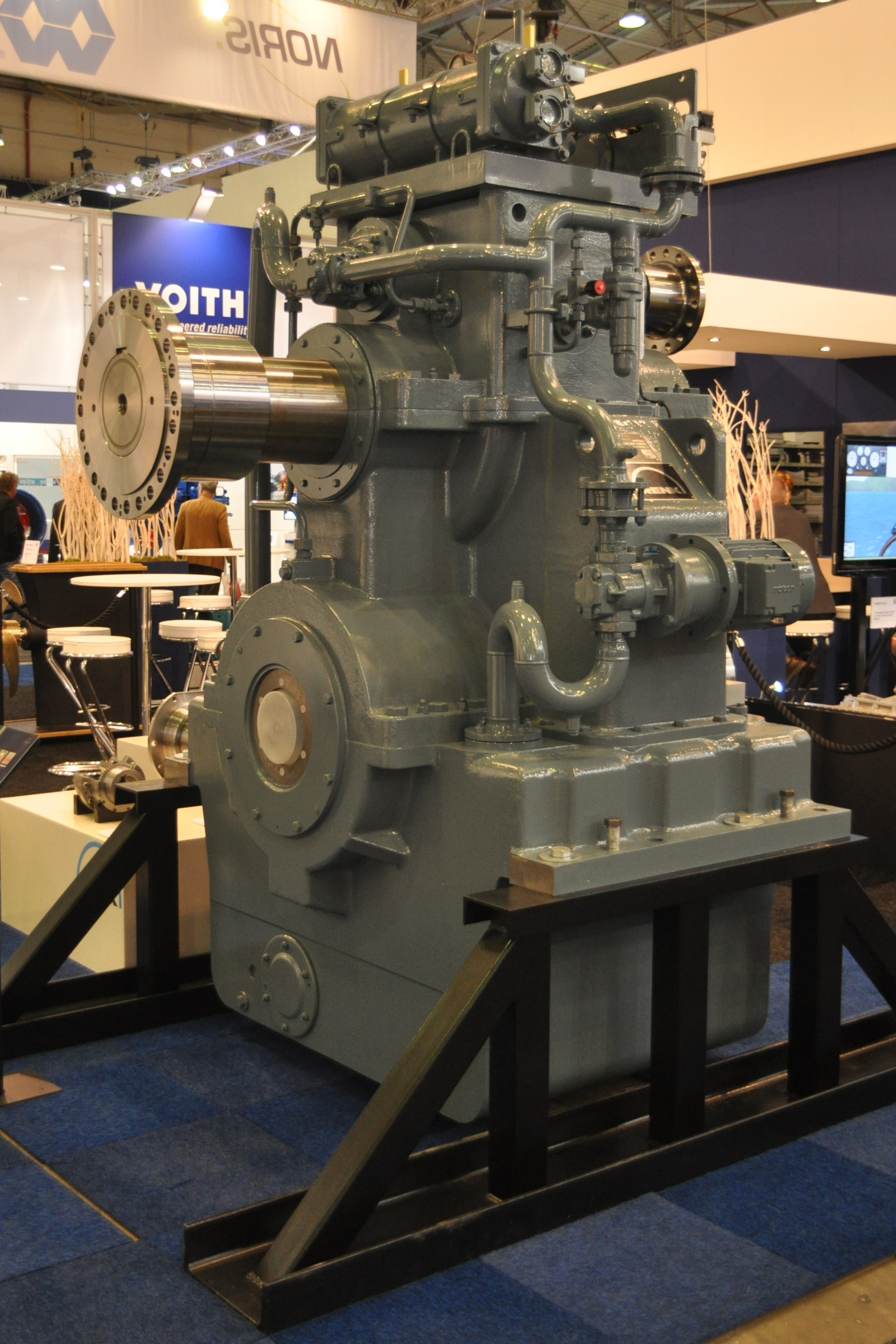
Renk-Schiffsgetriebe

Im Oktober 2023 plante das Unternehmen, dessen Konzernobergesellschaft hierzu zur Renk Group AG umfirmierte, einen neuerlichen Börsengang. Dieser wurde kurzfristig abgesagt und fand erst am 7. Februar 2024 statt. Die Aktien wurden zum Preis von 15 Euro pro Stück angeboten (Renk also mit 1,5 Mrd. Euro bewertet).
Der Finanzinvestor Triton platzierte 33,3 Millionen Renk-Aktien für 500 Millionen Euro bei institutionellen Investoren. Im März 2024 lag der Streubesitz bei 23,35 %, 71,10 % gehörten der Rebecca BidCo SARL, einer Gesellschaft des Triton V-Fonds. Am 24. Dezember 2024 unterzeichnete die Renk Group AG eine Vereinbarung zur Übernahme des US-amerikanischen Getriebeherstellers Cincinnati Gearing Systems Inc.

## Aktionärsstruktur
(Stand: März 2025)
- 21,26 % Triton Partners (indirekt gehalten)
- 6,67 % KNDS
- 72,07 % Streubesitz

## Unternehmensstruktur
Die Renk Group AG ist die Muttergesellschaft des Konzerns. Sie ist durch die unmittelbare hundertprozentige Beteiligung an der Renk FinCo GmbH indirekt an den operativ tätigen Renk-Unternehmen beteiligt. Renk ist in vier selbstständige strategische Geschäftseinheiten eingeteilt: Spezialgetriebe (Industrie- und Schiffsgetriebe), Fahrzeuggetriebe, Standardgetriebe und Gleitlager.

### Tochtergesellschaften
Zum Konzern gehören unter anderem folgende Tochtergesellschaften:
- Renk GmbH, Augsburg,
- Renk FinCo GmbH, München,
- Renk Magnet-Motor GmbH, Starnberg (vormals: Magnet-Motor GmbH),
- Renk Test System GmbH, Augsburg,
- Renk-Maag GmbH, Winterthur, Schweiz,
- Renk France S.A.S., Saint-Ouen-l'Aumône, Frankreich,
- Horstman Holdings Limited, Bath, UK,
- Horstman Defence Systems Limited, Bath, UK,
- Renk America LLC, Muskegon (MI), USA*,
- Renk Holdings Inc., Muskegon (MI), USA**,
- Renk America Marine & Industry LLC, Cincinnati (OH), USA,
- Renk Corporation, Duncan (SC), USA,
- Renk Systems Corporation, Camby (IN), USA,
- Horstman Inc., Sterling Heights (MI), USA,
- Horstman Canada Inc., Kanada***.

*Renk America LLC entstand 2021 aus dem von L3Harris Technologies erworbenen Geschäftsbereich Combat Propulsion Systems.
**Im Zuge der Etablierung der Renk America LLC wurde die Renk Holdings Inc. gegründet, um alle US-Aktivitäten zu bündeln.
***Horstman Inc. Canada entstand 2023 aus der Fusion des Rüstungsunternehmens General Kinetics mit dem in Kanada bestehenden Kompetenzzentrum.

### Standorte
Die Renk Group hat Fertigungswerke in Augsburg (Fahrzeug-, Industrie- und Schiffsgetriebe, Prüfsysteme), Rheine (Industrie- und Schiffsgetriebe, Kupplungen), Hannover (Gleitlager, Kupplungen), Starnberg (Renk Magnet-Motor), Bath/England, Saint-Ouen-l’Aumône/Frankreich (Fahrzeuggetriebe), Winterthur/Schweiz, Muskegon/USA, Sterling Heights/USA und Kanada sowie ein Vertriebs- und Konstruktionsbüro in Sonthofen im Allgäu. Zudem unterhält Renk in über 100 Ländern eigene Vertretungen.

## Kritik

### Umstrittene Rüstungsexporte
In der Vergangenheit wurde immer wieder Kritik laut, dass die von deutschen Unternehmen hergestellten Rüstungsgüter entgegen gesetzlicher Bestimmungen auch in Krisen- und Konfliktregionen exportiert werden. Insbesondere die Ausfuhr in Länder wie beispielsweise Saudi-Arabien oder Algerien wurde dabei kritisch gesehen. Renk beteiligt sich an solchen Programmen. In Reaktion auf den russischen Überfall auf die Ukraine wandelte sich die öffentliche Sichtweise auf Exporte deutscher Rüstungsgüter in das Ausland. Es wurde eine Zeitenwende erklärt und auch die Sicht auf Renk änderte sich. Seitdem wird Renk attestiert, wie auch anderen Unternehmen, notwendiger Hersteller für den Bereich zu sein.

### Schmiergeldaffäre
Renk schloss am 29. September 1993 einen Vertrag mit der Firma GIAT über die Lieferung von Getrieben für 436 Panzer vom Typ Leclerc ab. Der Umsatz aus diesem Geschäft belief sich auf etwa 100 Millionen Euro. Die Panzer wurden für die Vereinigten Arabischen Emirate hergestellt. Um diesen Auftrag zu bekommen, hatten Renk-Vorstandssprecher Manfred Hirt und sein Stellvertreter Norbert Schulze Bestechungsgelder in Höhe von insgesamt 5,13 Mio. DM an Jean-Charles Marchiani und Yves Manuel gezahlt. Marchiani war in diesem Zeitraum Berater des französischen Innenministers Charles Pasqua und später Präfekt des Départments Var. Als Deckmantel für die Geldzahlung diente ein Beratervertrag vom 19. September 1993 mit der Firma Irish Euro Agencies Ltd. Das Geld wurde zunächst auf ein Konto bei der Westminster Bank in London eingezahlt und dann auf zwei Schweizer Konten geleitet.
Marchiani wurde wegen Bestechlichkeit zu drei Jahren Haft ohne Bewährung und 150.000 Euro Geldstrafe verurteilt. Yves Manuel erhielt wegen Komplizenschaft bei der Bestechung einer Person im öffentlichen Dienst drei Jahre Haft auf Bewährung und eine Geldstrafe über 150.000 Euro. Auch die nach französischem Recht verhängten Urteile gegen Hirt und Schulze wurden im März 2007 durch das Pariser Berufungsgericht bestätigt. Beide erhielten 18 Monate Haft auf Bewährung und Geldstrafen in Höhe von je 100.000 Euro.